# 류영록
류영록(한국 한자: 柳永祿, 1969년 8월 4일 ~ )은 대한민국의 전 축구 선수이며, 포지션은 골키퍼였는데 1992 K리그 드래프트에서 포항제철 아톰즈 3순위 지명으로 입단했으나 데뷔전에서 4실점을 하는 최악의 활약으로 입지를 잃었다.
이후, 1993년 완산 푸마가 창단되자 포철 측이 같은 해 드래프트장에서 지명할 것으로 확실시되는 황선홍을 포철로 데려오기 위해 트레이드를 제의하자 푸마 유니폼을 입었으나 이런저런 사정 탓인지 프로리그 참가가 불투명해지자 시즌 도중 대우 로얄즈로 이적했다.
그러나, 대우에서의 본격적인 첫 해였던 1994년에는 2년생 신범철 뿐 아니라 기존 김풍주에게 밀려 시즌 막판 잠깐 활약을 펼쳤을 뿐 이렇다할 활약을 보이지 못했고 급기야 1995년에는 부상으로 경기에 나가지 못했으며 당시 대우는  김풍주가 트레이너로 승격한 데다 본인(류영록)이 부상으로 단 한 차례도 뛰지 못했고 또다른 골키퍼 요원 이승태도 영국 유학 중이었던 터라 쓸만한 골키퍼요원이 신범철 밖에 없어 일리치를 영입했다.
결국 1996년 전남 유니폼을 입었으나 부상으로 단 한 차례도 뛰지 못한 채 시즌 중 은퇴했으며 당시 전남은 아무런 대안 없이 수준급 골키퍼 박철우를 타구단에 트레이드시킨 데다 박종문이 1996년 1월 말 창단한 경찰청 축구단에 입대했고(어깨 부상 탓인지 96년 9월 말 의가사제대) 유리 쉬쉬킨이 고국 러시아로 되돌아가 당시 남은 골키퍼가 본인(류영록)과 유공에서 이적한 김민철 밖에 없었는데 그나마 본인(류영록)은 부상 후유증으로 경기에 나서지 못했다.
이로 인해 전남은 페트로 입단 전까지 김민철 혼자 골문을 지켜야 했다.